# Reading Football Club Women 2022-2023
Questa voce raccoglie le informazioni riguardanti il Reading Football Club Women nelle competizioni ufficiali della stagione 2022-2023.

## Stagione
La stagione prese il via col ritiro dal calcio giocato di Brooke Chaplen, che ha poi firmato un contratto come general manager della squadra. Il campionato di Women's Super League è stato concluso al dodicesimo e ultimo posto con 11 punti conquistati, frutto di 3 vittorie, 2 pareggi e 17 sconfitte, determinando, così, la retrocessione de Reading in Women's Championship dopo otto stagioni consecutive in massima serie. In FA Women's Cup la squadra, che era partita dal quarto turno, è stata eliminata ai quarti di finale dopo aver perso contro il Chelsea, che avrebbe poi vinto il trofeo. In FA Women's League Cup la squadra non ha superato la fase a gruppi, nonostante la seconda posizione in classifica nel gruppo E; infatti, era ammessa al turno successivo solo la migliore delle seconde classificate.

## Maglie e sponsor
Le tenute di gioco solo le stesse adottate dal Reading maschile.
| Casa | Trasferta |

## Rosa
Rosa e numeri come da sito ufficiale del club.
| N. |                             | Ruolo | Calciatrice             |
| -- | --------------------------- | ----- | ----------------------- |
| 1  | Irlanda (bandiera)          | P     | Grace Moloney           |
| 2  | Inghilterra (bandiera)      | D     | Faye Bryson             |
| 3  | Inghilterra (bandiera)      | D     | Emma Mukandi (capitano) |
| 5  | Galles (bandiera)           | D     | Gemma Evans             |
| 6  | Canada (bandiera)           | C     | Deanne Rose             |
| 7  | Inghilterra (bandiera)      | A     | Charlie Wellings        |
| 9  | Norvegia (bandiera)         | A     | Amalie Vevle Eikeland   |
| 10 | Inghilterra (bandiera)      | A     | Natasha Dowie           |
| 11 | Irlanda del Nord (bandiera) | C     | Lauren Wade             |
| 12 | Inghilterra (bandiera)      | A     | Emma Harries            |
| 14 | Inghilterra (bandiera)      | D     | Deanna Cooper           |
| 15 | Stati Uniti (bandiera)      | D     | Brooke Hendrix          |
| 16 | Camerun (bandiera)          | D     | Easther Mayi Kith       |
| 17 | Irlanda (bandiera)          | C     | Diane Caldwell          |

| N. |                             | Ruolo | Calciatrice               |
| -- | --------------------------- | ----- | ------------------------- |
| 18 | Inghilterra (bandiera)      | D     | Rebecca Jane              |
| 19 | Inghilterra (bandiera)      | A     | Tinaya Alexander          |
| 20 | Inghilterra (bandiera)      | D     | Jade Moore                |
| 23 | Galles (bandiera)           | C     | Rachel Rowe               |
| 25 | Irlanda del Nord (bandiera) | P     | Jacqueline Burns          |
| 27 | Belgio (bandiera)           | C     | Justine Vanhaevermaet     |
| 28 | Galles (bandiera)           | D     | Lily Woodham              |
| 30 | Inghilterra (bandiera)      | P     | Hannah Poulter            |
| 31 | Inghilterra (bandiera)      | D     | Bethan Roberts            |
| 33 | Inghilterra (bandiera)      | C     | Freya Meadows-Tuson       |
| 34 | Inghilterra (bandiera)      | A     | Madison Perry             |
| 35 | Inghilterra (bandiera)      | C     | Mae Hunt                  |
| 37 | Inghilterra (bandiera)      | C     | Tia Primmer               |
| 51 | Danimarca (bandiera)        | C     | Sanne Troelsgaard Nielsen |

## Calciomercato

### Sessione estiva
| Acquisti | Acquisti         | Acquisti          | Acquisti |
| R.       | Nome             | da                | Modalità |
| -------- | ---------------- | ----------------- | -------- |
| P        | Jacqueline Burns | Häcken            | [ 7 ]    |
| D        | Brooke Hendrix   | Melbourne Victory | [ 8 ]    |
| D        | Rebecca Jane     | Charlton Athletic | [ 9 ]    |
| C        | Diane Caldwell   | Manchester United | [ 10 ]   |
| C        | Lauren Wade      | Glentoran         | [ 7 ]    |
| A        | Charlie Wellings | Celtic            | [ 7 ]    |

| Cessioni | Cessioni         | Cessioni           | Cessioni |
| R.       | Nome             | a                  | Modalità |
| -------- | ---------------- | ------------------ | -------- |
| P        | Rhiannon Stewart | Harvard Crimson    | [ 11 ]   |
| D        | Brooke Chaplen   |                    | ritirata |
| C        | Leila Lister     | Colorado Buffaloes | [ 13 ]   |
| C        | Natasha Harding  | Aston Villa        | [ 14 ]   |
| C        | Chloe Peplow     | Crystal Palace     | prestito |

### Sessione invernale
| Acquisti | Acquisti          | Acquisti          | Acquisti      |
| R.       | Nome              | da                | Modalità      |
| -------- | ----------------- | ----------------- | ------------- |
| D        | Easther Mayi Kith | Kristianstads DFF | [ 16 ]        |
| C        | Jade Moore        | Manchester United | prestito      |
| C        | Chloe Peplow      | Crystal Palace    | fine prestito |
| A        | Tinaya Alexander  | Montpellier       | [ 19 ]        |

| Cessioni | Cessioni      | Cessioni    | Cessioni |
| R.       | Nome          | a           | Modalità |
| -------- | ------------- | ----------- | -------- |
| C        | Chloe Peplow  | Southampton | prestito |
| A        | Natasha Dowie | Liverpool   | prestito |

## Risultati

### Women's Super League

#### Girone di andata
| Arbitro: | Fearn |

|                                         |           |                              |
| Primmer 45+4’ Dowie 63’ Troelsgaard 89’ | Marcatori | 16’, 68’ Stengel 73’ Roberts |

| Arbitro: | Byrne |

|                                               |           |  |
| Le Tissier 4’, 25’ Zelem 14’ (rig.) Russo 35’ | Marcatori |  |

| Arbitro: | Impey |

|                      |           |                |
| Lee 40’ Robinson 80’ | Marcatori | 90+4’ Wellings |

| Arbitro: | Saunders |

|  |           |                  |
|  | Marcatori | 30’ Blackstenius |

| Arbitro: | Impey |

|                                   |           |                                     |
| Brynjarsdóttir 4’ Asseyi 22’, 29’ | Marcatori | 75’ Wellings 82’ (rig.) Troelsgaard |

| Arbitro: | Heaslip |

|                 |           |           |
| Rowe 90’, 90+2’ | Marcatori | 36’ Flint |

| Arbitro: | Byrne |

|  |           |                                         |
|  | Marcatori | 53’ (aut.), 60’ (aut.) Mukandi 76’ Shaw |

| Arbitro: | Herczeg |

|                             |           |         |
| Daly 37’, 45+2’, 76’ (rig.) | Marcatori | 7’ Wade |

| Arbitro: | Brook |

|                   |           |  |
| Turner 12’ (aut.) | Marcatori |  |

| Arbitro: | Dowle |

|                             |           |                              |
| Kirby 16’ Čanković 29’, 33’ | Marcatori | 60’ Troelsgaard 61’ Eikeland |

| Arbitro: | Reeves |

|                                |           |                              |
| Snoeijs 9’ Park 32’ George 61’ | Marcatori | 60’ Vanhaevermaet 68’ Cooper |

#### Girone di ritorno
| Arbitro: | Watkins |

|  |           |              |
|  | Marcatori | 87’ Williams |

| Arbitro: | Simms |

|                        |           |  |
| Kearns 62’ Holland 65’ | Marcatori |  |

| Arbitro: | Benn |

|                       |           |            |
| Wellings 66’ Rowe 85’ | Marcatori | 76’ Asseyi |

| Arbitro: | Fearn |

|                                                               |           |  |
| Little 4’ (rig.) Maanum 44’ Mukandi 47’ (aut.) Williamson 69’ | Marcatori |  |

| Arbitro: | Madley |

|                  |           |               |
| Harries 46’, 60’ | Marcatori | 8’, 13’ Sarri |

| Arbitro: | Watkins |

|                         |           |              |
| Tierney 20’ Jones 90+6’ | Marcatori | 45’ Wellings |

| Arbitro: | Saunders |

|                              |           |                                              |
| Vanhaevermaet 2’ (rig.), 17’ | Marcatori | 41’ Bennison 62’ (rig.) Snoeijs 83’ Sørensen |

| Arbitro: | Fearn |

|                                          |           |                |
| Kelly 15’ Shaw 24’ Hemp 47’ Houghton 70’ | Marcatori | 1’ Troelsgaard |

| Arbitro: | Byrne |

|  |           |                                           |
|  | Marcatori | 14’, 55’, 63’ Daly 41’ Lehmann 44’ Hanson |

| Arbitro: | Heaslip |

|                                          |           |                   |
| England 29’, 62’ Ildhusøy 41’ Graham 75’ | Marcatori | 79’ Vanhaevermaet |

| Arbitro: | Welch |

|  |           |                          |
|  | Marcatori | 18’, 88’ Kerr 42’ Reiten |

### FA Women's Cup
| Arbitro: | Pearson |

|                                          |                      |                                    |
| Tierney 29’ Cain 92’                     | Marcatori            | 5’ Troelsgaard 102’ Mukandi        |
| Whelan Cain Plumptre Eaton-Collins Jones | Tiri di rigore 2 – 3 | Vanhaevermaet Dowie Mukandi Cooper |

| Arbitro: | Fearn |

|                                     |                      |                                                 |
| Spence Graham Harrop Ildhusøy Ayane | Tiri di rigore 4 – 5 | Vanhaevermaet Mukandi Eikeland Troelsgaard Wade |

| Arbitro: | Brook |

|                 |           |                                         |
| Troelsgaard 70’ | Marcatori | 23’ Carter 26’ (rig.) Mjelde 51’ Reiten |

### FA Women's League Cup

#### Fase a gruppi
| Arbitro: | Fearns |

|                     |           |                       |
| Dowie 90+11’ (rig.) | Marcatori | 7’ Cho 30’ Karczewska |

| Arbitro: | Saunders |

|  |           |                                           |
|  | Marcatori | 5’ Troelsgaard 38’ Wade 60’ Vanhaevermaet |

| Arbitro: | Cross |

|  |           |                                            |
|  | Marcatori | 4’, 26’ Dowie 17’ Troelsgaard 64’ Wellings |

## Statistiche

### Statistiche di squadra
| Competizione          | Punti | In casa | In casa | In casa | In casa | In casa | In casa | In trasferta | In trasferta | In trasferta | In trasferta | In trasferta | In trasferta | Totale | Totale | Totale | Totale | Totale | Totale | DR  |
| Competizione          | Punti | G       | V       | N       | P       | Gf      | Gs      | G            | V            | N            | P            | Gf           | Gs           | G      | V      | N      | P      | Gf     | Gs     | DR  |
| --------------------- | ----- | ------- | ------- | ------- | ------- | ------- | ------- | ------------ | ------------ | ------------ | ------------ | ------------ | ------------ | ------ | ------ | ------ | ------ | ------ | ------ | --- |
| Women's Super League  | 11    | 11      | 3       | 2       | 6       | 12      | 23      | 11           | 0            | 0            | 11           | 11           | 34           | 22     | 3      | 2      | 17     | 23     | 57     | -34 |
| FA Women's Cup        | -     | 1       | 0       | 0       | 1       | 1       | 3       | 2            | 0            | 2            | 0            | 2            | 2            | 3      | 0      | 2      | 1      | 3      | 5      | -2  |
| FA Women's League Cup | -     | 1       | 0       | 0       | 1       | 1       | 2       | 2            | 2            | 0            | 0            | 7            | 0            | 3      | 2      | 0      | 1      | 8      | 2      | +6  |
| Totale                | -     | 13      | 3       | 2       | 8       | 14      | 28      | 15           | 2            | 2            | 11           | 20           | 36           | 28     | 5      | 4      | 19     | 34     | 64     | -30 |

### Andamento in campionato
| Giornata  | 1  | 2  | 3  | 4  | 5  | 6 | 7  | 8  | 9  | 10 | 11 | 12 | 13 | 14 | 15 | 16 | 17 | 18 | 19 | 20 | 21 | 22 |
| --------- | -- | -- | -- | -- | -- | - | -- | -- | -- | -- | -- | -- | -- | -- | -- | -- | -- | -- | -- | -- | -- | -- |
| Luogo     | C  | T  | T  | C  | T  | C | C  | T  | C  | T  | T  | C  | T  | C  | T  | C  | T  | C  | T  | C  | T  | C  |
| Risultato | N  | P  | P  | P  | P  | V | P  | P  | V  | P  | P  | P  | P  | V  | P  | N  | P  | P  | P  | P  | P  | P  |
| Posizione | 11 | 12 | 12 | 11 | 11 | 9 | 11 | 11 | 10 | 10 | 10 | 10 | 11 | 9  | 9  | 10 | 10 | 11 | 12 | 12 | 12 | 12 |

Legenda:

Luogo: C = Casa; T = Trasferta. Risultato: V = Vittoria; N = Pareggio; P = Sconfitta.

### Statistiche delle giocatrici
| Giocatore        | FA Women's Super League | FA Women's Super League | FA Women's Super League | FA Women's Super League | FA Women's Cup | FA Women's Cup | FA Women's Cup | FA Women's Cup | FA Women's League Cup | FA Women's League Cup | FA Women's League Cup | FA Women's League Cup | Totale   | Totale | Totale      | Totale     |
| Giocatore        | Presenze                | Reti                    | Ammonizioni             | Espulsioni              | Presenze       | Reti           | Ammonizioni    | Espulsioni     | Presenze              | Reti                  | Ammonizioni           | Espulsioni            | Presenze | Reti   | Ammonizioni | Espulsioni |
| ---------------- | ----------------------- | ----------------------- | ----------------------- | ----------------------- | -------------- | -------------- | -------------- | -------------- | --------------------- | --------------------- | --------------------- | --------------------- | -------- | ------ | ----------- | ---------- |
| T. Alexander     | 1                       | 0                       | 0                       | 0                       | 1              | 0              | 0              | 0              | -                     | -                     | -                     | -                     | 2        | 0      | 0           | 0          |
| F. Bryson        | 17                      | 0                       | 5                       | 0                       | 3              | 0              | 1              | 0              | 3                     | 0                     | 1                     | 0                     | 23       | 0      | 7           | 0          |
| J. Burns         | 10                      | -19                     | 0                       | 1                       | 0              | 0              | 0              | 0              | 2                     | -2                    | 0                     | 0                     | 12       | -21    | 0           | 1          |
| D. Caldwell      | 11                      | 0                       | 2                       | 0                       | 1              | 0              | 0              | 0              | 3                     | 0                     | 0                     | 0                     | 15       | 0      | 2           | 0          |
| D. Cooper        | 14                      | 1                       | 5                       | 0                       | 1              | 0              | 0              | 0              | 2                     | 0                     | 0                     | 0                     | 17       | 1      | 5           | 0          |
| N. Dowie         | 10                      | 1                       | 0                       | 0                       | 1              | 0              | 0              | 0              | 3                     | 3                     | 0                     | 0                     | 14       | 4      | 0           | 0          |
| A. Eikeland      | 22                      | 1                       | 2                       | 0                       | 3              | 0              | 0              | 0              | 3                     | 0                     | 0                     | 0                     | 28       | 1      | 2           | 0          |
| G. Evans         | 19                      | 0                       | 1                       | 0                       | 3              | 0              | 0              | 0              | 3                     | 0                     | 0                     | 0                     | 25       | 0      | 1           | 0          |
| E. Harris        | 16                      | 2                       | 1                       | 0                       | 2              | 0              | 0              | 0              | 3                     | 0                     | 0                     | 0                     | 21       | 2      | 1           | 0          |
| B. Hendrix       | 7                       | 0                       | 0                       | 0                       | 1              | 0              | 1              | 0              | 1                     | 0                     | 0                     | 0                     | 9        | 0      | 1           | 0          |
| R. Jane          | 1                       | 0                       | 0                       | 0                       | 0              | 0              | 0              | 0              | 1                     | 0                     | 0                     | 0                     | 2        | 0      | 0           | 0          |
| E. Mayi Kith     | 8                       | 0                       | 0                       | 0                       | 2              | 0              | 0              | 0              | -                     | -                     | -                     | -                     | 10       | 0      | 0           | 0          |
| F. Meadows-Tuson | 0                       | 0                       | 0                       | 0                       | 0              | 0              | 0              | 0              | 0                     | 0                     | 0                     | 0                     | 0        | 0      | 0           | 0          |
| J. Moore         | 9                       | 0                       | 2                       | 0                       | 3              | 0              | 1              | 0              | -                     | -                     | -                     | -                     | 12       | 0      | 3           | 0          |
| E. Mukandi       | 21                      | 0                       | 0                       | 0                       | 3              | 1              | 0              | 0              | 2                     | 0                     | 0                     | 0                     | 26       | 1      | 0           | 0          |
| G. Moloney       | 13                      | -38                     | 1                       | 0                       | 3              | -5             | 0              | 0              | 1                     | 0                     | 0                     | 0                     | 17       | -43    | 1           | 0          |
| M. Perry         | 5                       | 0                       | 0                       | 0                       | -              | -              | -              | -              | -                     | -                     | -                     | -                     | 5        | 0      | 0           | 0          |
| H. Poulter       | 0                       | 0                       | 0                       | 0                       | 0              | 0              | 0              | 0              | 0                     | 0                     | 0                     | 0                     | 0        | 0      | 0           | 0          |
| T. Primmer       | 17                      | 1                       | 2                       | 0                       | 1              | 0              | 1              | 0              | 3                     | 0                     | 1                     | 0                     | 21       | 1      | 4           | 0          |
| B. Roberts       | -                       | -                       | -                       | -                       | -              | -              | -              | -              | -                     | -                     | -                     | -                     | -        | -      | -           | -          |
| D. Rose          | 3                       | 0                       | 0                       | 0                       | -              | -              | -              | -              | -                     | -                     | -                     | -                     | 3        | 0      | 0           | 0          |
| R. Rowe          | 18                      | 3                       | 2                       | 0                       | 3              | 0              | 0              | 0              | 3                     | 0                     | 0                     | 0                     | 24       | 3      | 2           | 0          |
| S. Troelsgaard   | 20                      | 4                       | 0                       | 0                       | 3              | 2              | 2              | 0              | 2                     | 2                     | 1                     | 0                     | 25       | 8      | 3           | 0          |
| J. Vanhaevermaet | 20                      | 4                       | 2                       | 0                       | 2              | 0              | 0              | 0              | 2                     | 1                     | 0                     | 0                     | 24       | 5      | 2           | 0          |
| L. Wade          | 15                      | 1                       | 0                       | 0                       | 3              | 0              | 0              | 0              | 3                     | 1                     | 0                     | 0                     | 21       | 2      | 0           | 0          |
| C. Wellings      | 20                      | 4                       | 1                       | 0                       | 3              | 0              | 0              | 0              | 3                     | 1                     | 0                     | 0                     | 26       | 5      | 1           | 0          |
| L. Woodham       | 16                      | 0                       | 4                       | 0                       | 3              | 0              | 0              | 0              | 2                     | 0                     | 0                     | 0                     | 21       | 0      | 4           | 0          |